# Montenau
Montenau est un village de la commune belge d'Amblève (en allemand : Amel) située en Communauté germanophone et en Région wallonne dans la province de Liège.
Avant la fusion des communes de 1977, Montenau faisait déjà partie de la commune d'Amblève.
En 2013, le village comptait 327 habitants.

## Situation
Montenau est traversé par l'Amblève entre les localités de Deidenberg située en amont et Ligneuville (commune de Malmedy) plus en aval. Le village est dominé à l'ouest par l'imposant massif forestier de Wolfsbusch. Montenau avoisine aussi le petit village d'Iveldingen situé à l'est avec lequel il forme un ensemble continu d'habitations.

## Patrimoine
À la limite des villages de Montenau et Iveldingen, se trouve la chapelle Sainte Barbe (St. Barbara Kapelle) bâtie en 1688 à la place d'un édifice antérieur datant de 1518. Le portail occidental est surmonté d'un clocheton carré. Elle est reprise sur la liste du patrimoine immobilier classé d'Amblève et fait désormais office de chapelle funéraire. Une église moderne a été construite à proximité.
Le monastère Saint Raphaël (Kloster St. Raphael) a été construit en 1908, initialement comme villa d'un commerçant Anversois. En 1928, la communauté religieuse de Steyl reprend le site. Après 90 ans d'activités, cette communauté cesse ses activités en 2018 et met le site en vente.

## Tourisme
Montenau était traversé par la Vennbahn, la ligne n°48 du réseau ferroviaire belge. Depuis la désaffectation de cette ligne, elle est utilisée par les promeneurs et les cyclistes comme RAVeL.